# Smith & Wesson Model 3913
Die Smith & Wesson Model 3913 ist eine Selbstladepistole. Sie ist nach der Nomenklatur von Smith & Wesson eine aus rostfreiem Stahl hergestellte Waffe im Kaliber 9-mm-Parabellum. Sie hat einen für einreihige Magazine ausgelegten Magazinschacht und eine ursprünglich maximale Ladekapazität von sieben Schuss. Der Schlaghammer ist im Ruhezustand verdeckt und unterstreicht damit den Charakter einer verdeckt zu tragenden Schusswaffe. Durch den nicht nach außen ragenden Hahnsporn des Schlaghammers ist die Gefahr eines Hängenbleibens beim schnellen Ziehen der Waffe aus dem verdeckten Tragen heraus minimiert.
Die Ausführung Smith & Wesson Model 3914 ist baugleich, nur mit einer brünierten Außenfläche versehen.